# Sysonby
Sysonby var en civil parish 1866–1930 när det uppgick i Melton Mowbray i grevskapet Leicestershire i England. Civil parish hade 191 invånare år 1931. Byn nämndes i Domedagsboken (Domesday Book) år 1086, och kallades då Sistenebi/Sixtenebi.